# Sergio Scariolo
Sergio Scariolo (Brescia, 1 de abril de 1961) é um ex-basquetebolista e treinador de basquete italiano.
Entre 2010 e 2012 comandou a Seleção Espanhola de Basquetebol Masculino, obtendo a medalha de prata nos Jogos Olímpicos de Londres 2012.

## Ligações Externas
- Sitio Oficial